# Checker Tobi und die Reise zu den fliegenden Flüssen
Checker Tobi und die Reise zu den fliegenden Flüssen ist ein 2023 erschienener Doku-Spielfilm von Checker Tobi. Er ist bereits der zweite Doku-Spielfilm von Checker Tobi.

## Handlung
Checker Tobi bekommt von einer früheren Nachbarin ein Paket mit einer Kiste zugeschickt, die ihn auf eine Schnitzeljagd um die Welt führt auf der Suche nach den „fliegenden Flüssen“. Die Reise führt ihn zuerst in die Sơn-Đoòng-Höhle in Vietnam. Es handelt sich dabei um die größte Höhle der Welt, in der in Dolinen komplette Bäume gewachsen sind. In der Halong-Bucht trifft er auf seine alte Jugendfreundin, mit der er sich anschließend auf eine Reise in die Mongolei begibt. Hier ist der Unterschied zwischen der im Winter durch Kohleöfen stark verschmutzten Luft in der Hauptstadt Ulaanbaatar und den Weiten der Wüste Gobi besonders greifbar.
Abschließend führt die Reise sie nach Brasilien zur indigenen Bevölkerung der Jupaú, einer Untergruppe des Uru-Eu-Wau-Wau-Volkes. Dort bekommen sie den finalen Hinweis: Es handelt sich bei den „fliegenden Flüssen“ um große Luftströmungen über dem brasilianischen Regenwald, die erhebliche Mengen Wasser aufnehmen und bewegen. Durch die Besteigung des ATTO-Turms kommen sie diesen dabei so nah wie möglich.

## Hintergrund
Der Film behandelt die stark verschmutzte Luft in Ulan Bator, die bei den Kindern Atemwegserkrankungen hervorruft. Außerdem wird gezeigt, wie der Regenwald immer weiter abgeholzt wird, um Tierfutter anzubauen. Der Film soll zusätzlich demonstrieren, dass saubere Luft, ausreichend Wasser und eine gesunde Natur die wichtigsten Schätze dieser Erde sind.
Marina Blanke, die Checker Tobis Jugendfreundin Marina spielt, ging am 14. Oktober 2023 als Checkerin Marina auf Sendung.
Der Film ist eine Fortsetzung des 2019 erschienenen Kinofilms Checker Tobi und das Geheimnis unseres Planeten.
Der Film feierte seine internationale Premiere 2023 beim Zurich Film Festival.

## Rezeption
Der Film wurde von Kritikern positiv aufgenommen: Reinhard Kleber lobte im Filmdienst die imposanten Landschaftsaufnahmen und dass der Film Kindern anschauliche Denkanstöße vermittele, kritisierte aber auch, dass die CO2-Emissionen der für den Film nötigen Flugreisen nach Asien und Südamerika nicht thematisiert werden.
Auch Christel Strobel lobte in artechock die gelungene Verbindung von ernsten Themen wie Umweltverschmutzung mit der gleichzeitigen unterhaltsamen Vermittlung für ein großes Publikum.
Während der Premierentour des Films war Greenpeace an mehreren Orten mit Infoständen vor Ort. Der Film biete „eine gute Möglichkeit auf Themen wie Ressourcenverbrauch, Umweltzerstörung und die Zusammenhänge zu unserem Konsumverhalten aufmerksam zu machen“, so die Umweltschutzorganisation.

### Einspielergebnisse
Der Film spielte 2023 an den deutschen Kinokassen von 1.262.867 Besuchern 8.945.455 Euro ein. Das ist eine Umsatzsteigerung von 205,57 % im Vergleich zum Vorgängerfilm.